# Jean-Baptiste Olive
Pour les articles homonymes, voir Olive (homonymie).
 (décembre 2014).
Si vous disposez d'ouvrages ou d'articles de référence ou si vous connaissez des sites web de qualité traitant du thème abordé ici, merci de compléter l'article en donnant les références utiles à sa vérifiabilité et en les liant à la section « Notes et références ».
Jean-Baptiste Olive, né le 30 juillet 1848 à Marseille, mort le 13 mai 1936 dans le 9e arrondissement de Paris, est un peintre français. Il doit être distingué de son homonyme Henri Olive-Tamari dit Olive des Martigues.

## Biographie
Né dans un milieu modeste de marchand de vin du quartier Saint-Martin à Marseille, aujourd'hui détruit[réf. nécessaire], Jean-Baptiste Olive est poussé par un ami décorateur, Étienne Cornellier, à s'inscrire à l'École des beaux-arts de Marseille, où il a pour professeur Johanny Rave (1827-1882). Son travail lui vaut des récompenses chaque année et un premier prix pour la classe du modèle vivant. Il apprend le métier de décorateur. Il peint abondamment Marseille, son Vieux-Port, ses îles et ses rivages. En 1874, il voyage en Italie, à Gênes et Venise. Il expose de manière ponctuelle aux divers Salons provençaux. Il s'installe à Paris en 1882. Olive n’est ni ingrat ni inconsidéré, mais tout simplement happé par le besoin de reconnaissance. Là où il pensait n’être qu’un parmi d’autres, il conçoit que peindre des ports de Marseille sur les bords de la Seine en font un artiste original et fier de ses origines. Il est doté d’une profonde humilité quant à son talent et n’a pas ressenti le désir de transmettre son savoir à aucun élève. Cependant, Jean-Baptiste Olive laissa perplexes autant de critiques et de galeristes que d’amis, fascinés par le contraste entre une peinture éblouissante de clarté et un peintre à la personnalité complexe et introvertie.
Il a su se faire une place d’honneur dans la vie et le cœur des personnes rencontrées au cours de sa carrière et de nombreux mécènes l’ont soutenu. En 1948, dix ans après sa disparition, le musée Cantini à Marseille lui consacre l’exposition du centenaire de sa naissance en présentant quatre-vingt-deux œuvres de sa vaste carrière artistique.
Olive s’est installé dans l’inconscient des patriotes marseillais[réf. nécessaire]. Sa présence domine ce courant paysagiste maritime, l’un des plus encouragés par l’engouement des générations successives d’amateurs. Les enfants de ceux qui ont bâti la cité phocéenne moderne tout en dispensant aux arts et aux artistes un peu de leur richesse perpétuent la mémoire de ce que Jean-Baptiste Olive pensait être l’âge d’or de la Provence. Il se liera avec Gustave Marius Jullien (1825-1881), Étienne Cornellier et Antoine Vollon. Il fréquente Robert Mols et se lie d'amitié avec Raymond Allègre et Théophile Henri Décanis.
À Paris, il participe à la décoration du Cirque d'Hiver, de la basilique du Sacré-Cœur de Montmartre et de quelques pavillons de l’Exposition universelle de 1889. Dès 1874, il participe au Salon de Paris et obtient plusieurs prix au cours des années suivantes. Il devient sociétaire du Salon des artistes français en 1881 et reçoit une médaille d’argent à l’Exposition universelle de 1889. Le général Malesherbes lui achète des toiles. En 1900, il reçoit la commande de deux toiles pour décorer la Salle dorée du restaurant Le Train bleu de la gare de Lyon à Paris.
Il repose au cimetière de Saint Ouen div 10.

## Œuvres dans les collections publiques
- Athènes, Pinacothèque nationale :
  - Les environs de Saint Cyr, 1914, huile sur toile, 111 × 158 cm[4] ;
  - Mistral, huile sur toile, 46 × 60 cm[5] ;
  - Mistral à Marseille, huile sur toile, 89 × 130 cm[6] ;
  - Rivage à Marseille, huile sur toile, 46 × 60 cm[7].
- Béziers, musée des beaux-arts : Nature morte aux fruits, 1872, huile sur toile.
- Colmar, préfecture du Haut-Rhin : Le Soir, rade de Villefranche, 1893, plume, encre de Chine, carte à gratter. Étude pour la peinture exposée au Salon de 1893, 20 × 18,4 cm[8].
- Le Havre, musée d'Art moderne André Malraux : La Falaise, huile sur toile, 14,5 × 23,7 cm[9].
- Marseille :
  - musée Cantini :
    - Carry-le-Rouet, avant 1917, huile sur toile, 27 × 35 cm[10] ;
    - L'Épave de la Navarre, près de Carry, avant 1917, huile sur toile, 39 × 48 cm[11] ;
    - Tempête, avant 1917, huile sur toile, 36,5 × 73 cm[12].

  - musée Grobet-Labadié : Une Vague, huile sur toile, 15 × 22,5 cm[13].
  - musée de la Marine et de l'Économie : Quai aux huiles.
  - musée des beaux-arts de Marseille :
    - La Corniche à Marseille, huile sur toile, 172 × 245 cm[14] ;
    - La Salute à Venise, huile sur toile, 49 × 65 cm[15] ;
    - Marine, huile sur toile, 65 × 92 cm[16].
- Paris :
  - Département des arts graphiques du musée du Louvre, Paysage, carton à gratter, encre de chine[17].
  - gare de Lyon :
    - Grande fresque de la gare de Lyon, 1900, huile sur toile marouflée.

  - restaurant Le Train bleu, salle dorée :
    - Le Vieux port de Marseille, 1900, huile sur toile ;
    - Saint-Honorat, 1901, huile sur toile.
- Toulon, musée d'art :
  - Port de Toulon, 1878, huile sur toile, 90 × 83 cm[18] ;
  - Port de Marseille, 1880, huile sur bois, 32 × 25 cm, ce petit tableau porte une dédicace à Jean Aicard datée du 3 mai 1880 et localisée à Paris[19]
  - Calanque d'en Vau, huile sur toile, 73 × 60 cm[20].
- Brésil, São Paulo, musée d'art : Paysage marin avec rochers, 47 × 64,5 cm[21]

## Hommage
- Chevalier de la Légion d'honneur le 20 janvier 1899, promu Officier le 12 août 1923[22].
- Une rue de Marseille porte son nom.

## Salons
- 1882 : Plage du Prado par un temps de mistral, mention honorable.
- 1885 : médaille de 3e classe.
- 1893 : Le soir, rade de Villefranche.
- 1913 : Le Matin, Côte d'Azur.
- 1914 : Rochers, Côte d'Azur, La Mer, Provence.

## Expositions
- Paris, Exposition universelle de 1889 (médaille d'argent).
- 1948, musée Cantini à Marseille, exposition du centenaire de la naissance de Jean-Baptiste Olive, 82 œuvres présentées.
- 2008, Genève (Suisse), Galerie Bartha et Senarclens accueille la galerie Marc Stammegna du 6 juin au 31 juillet 2008, « Ces peintres de la Provence », exposition collective de 22 peintres dont Jean-Baptiste Olive, Frédéric Montenard, Louis Valtat et Félix Ziem.
- Du 26 septembre 2008 au 25 janvier 2009, Palais des Arts à Marseille, « Jean-Baptiste Olive - Prisme de lumière »[23], organisée par la Fondation Regards de Provence.

## Galerie

Œuvres de Jean-Baptiste Olive
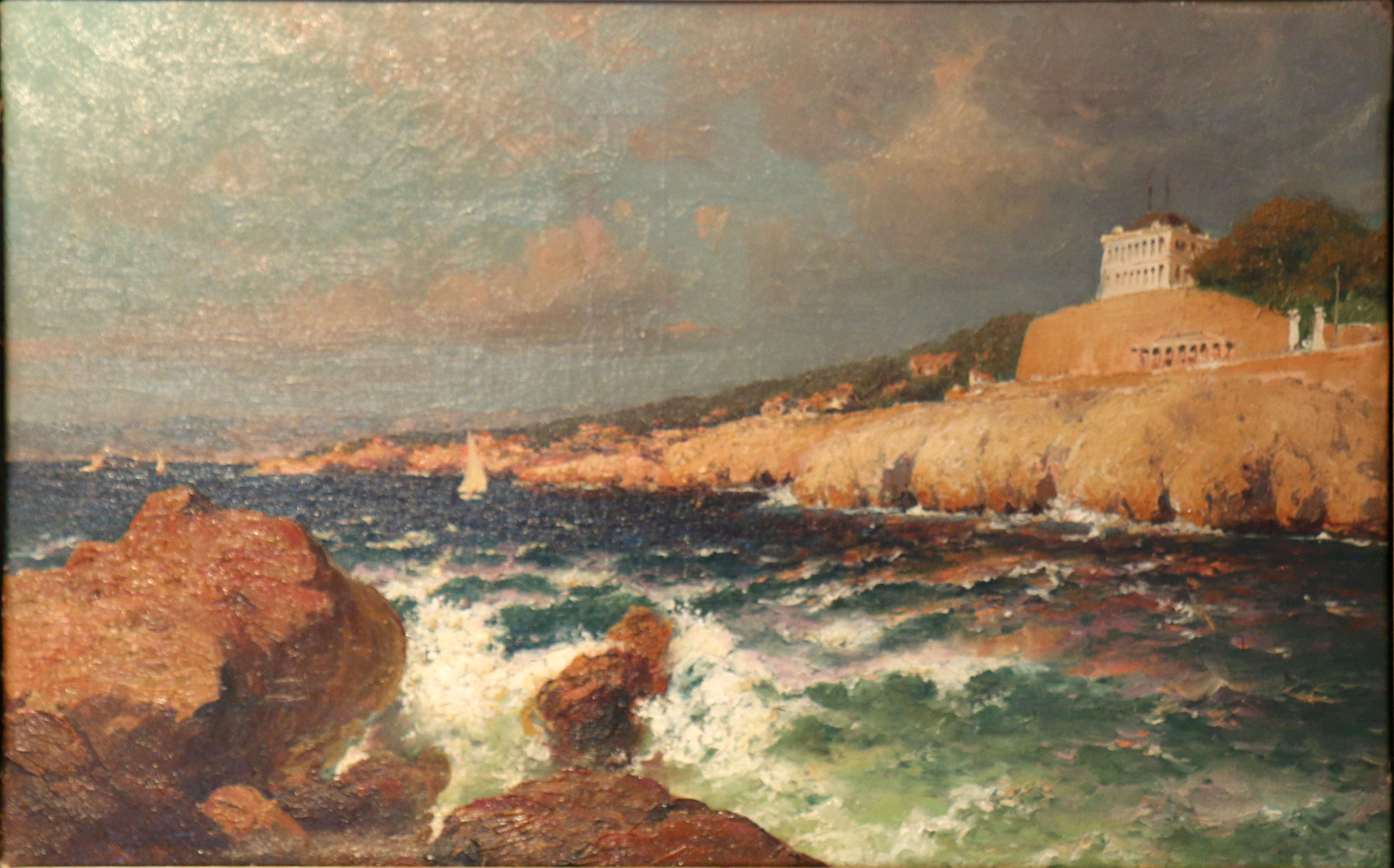
La Réserve à Marseille, Cannes, musée de la Castre
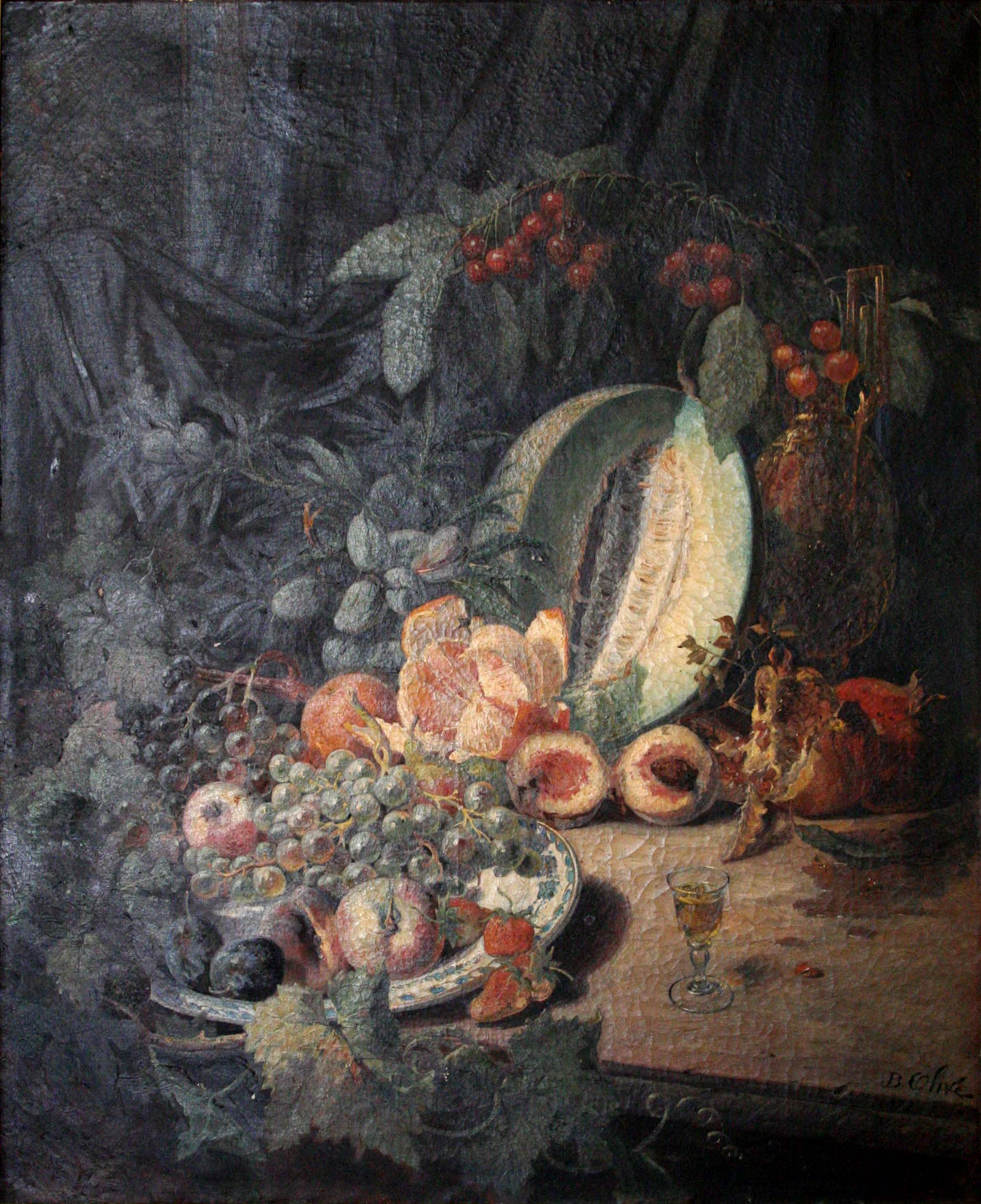
Nature morte aux fruits (1872), musée des beaux-arts de Béziers
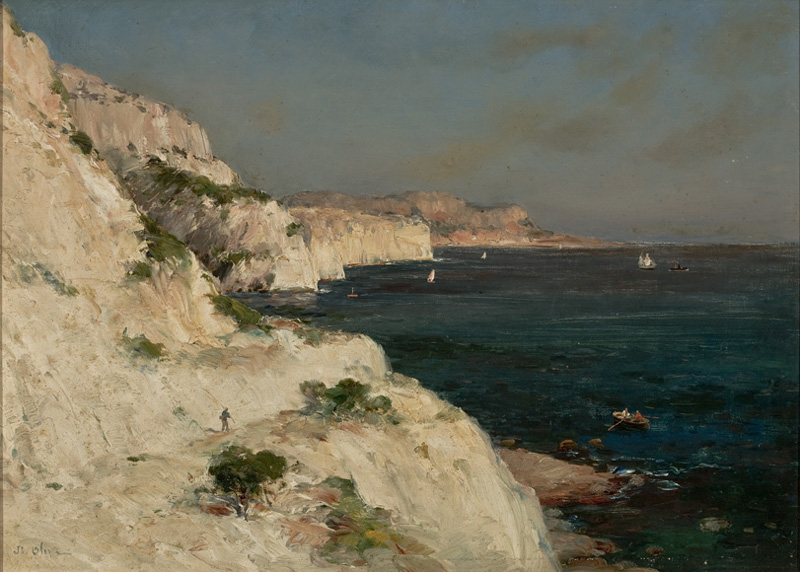
Marine aux rochers, musée d'art de São Paulo
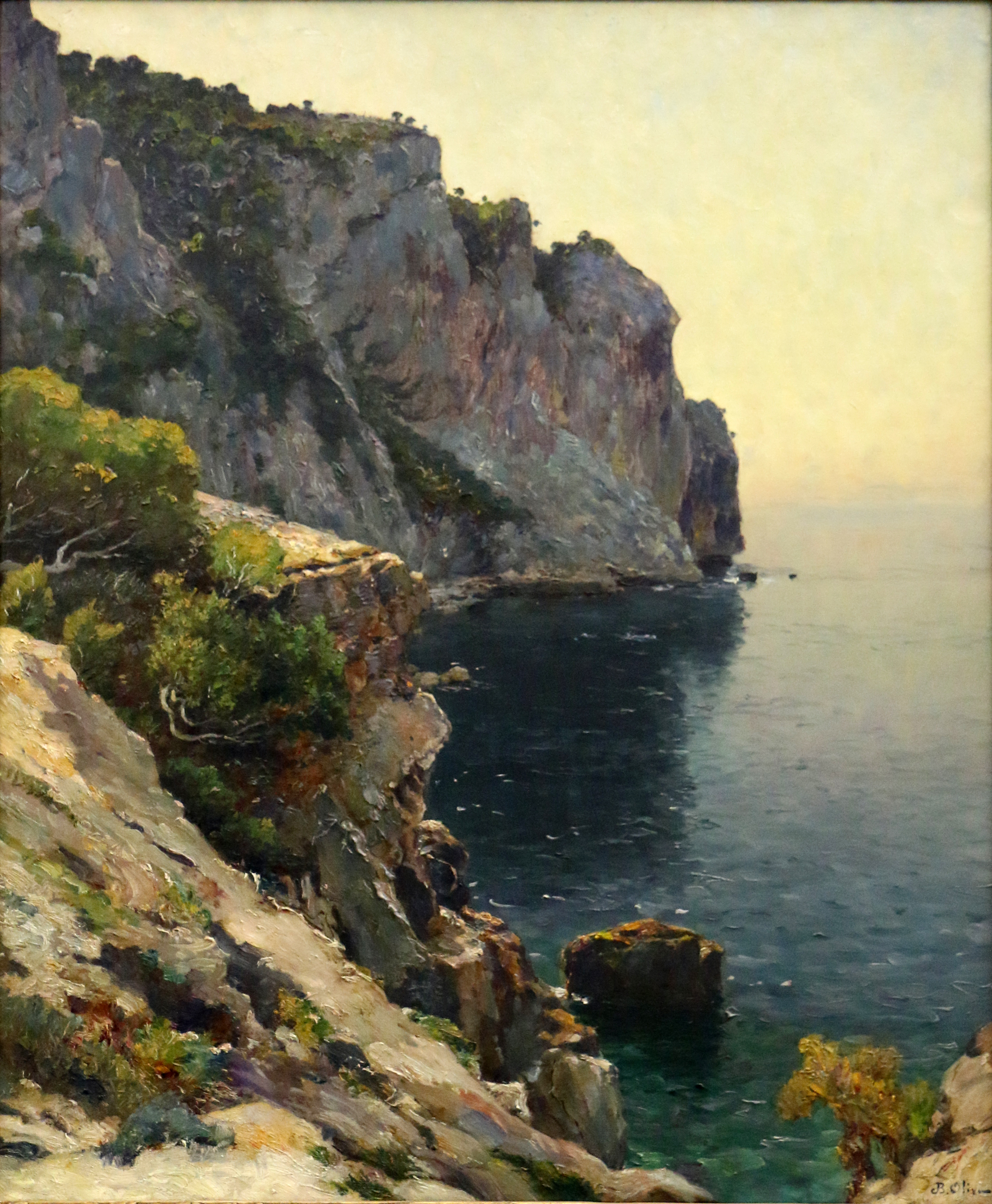
Calanque d'En Vau, musée d'art de Toulon
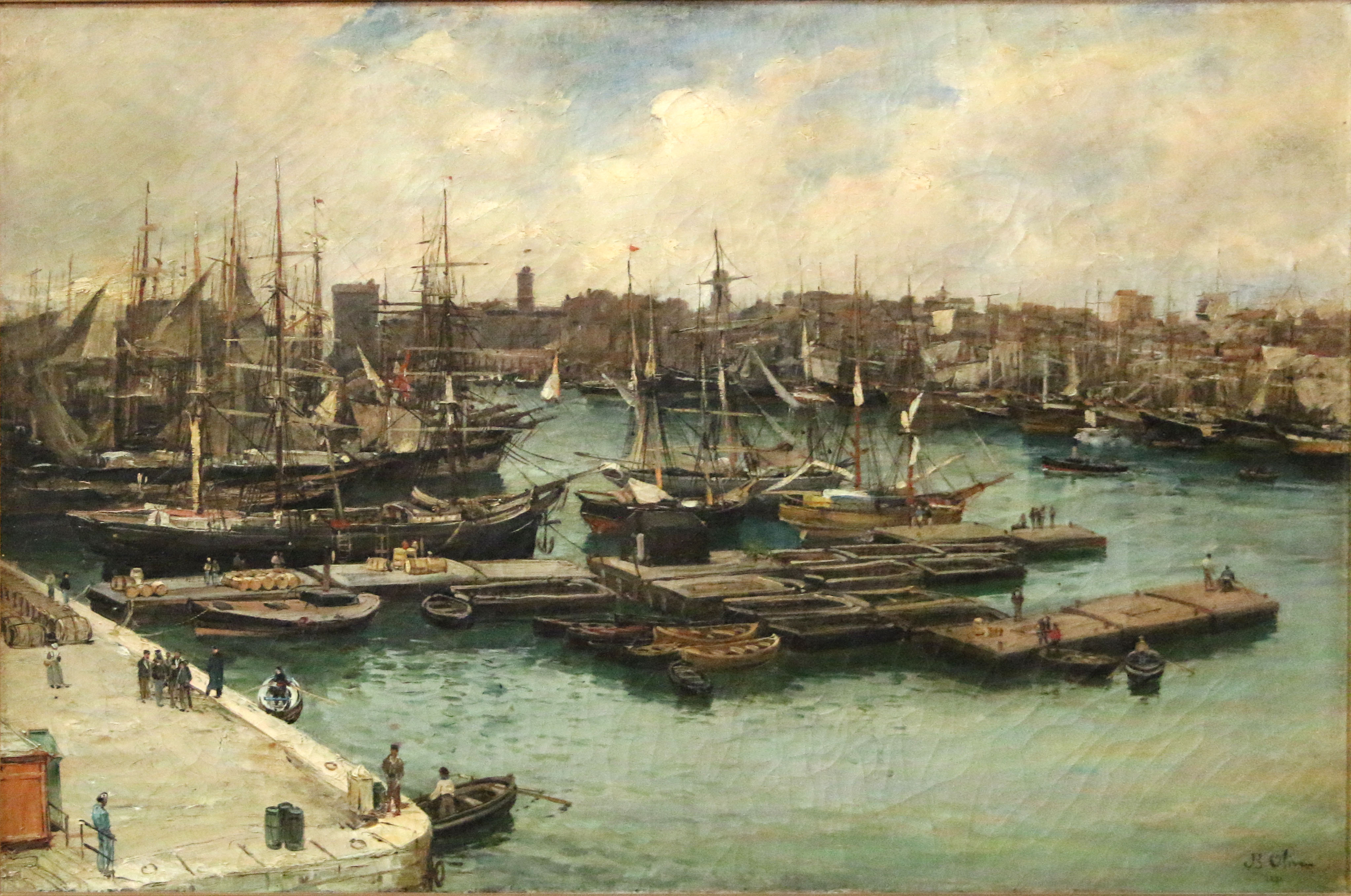
Quai aux huiles, Marseille, musée de la Marine
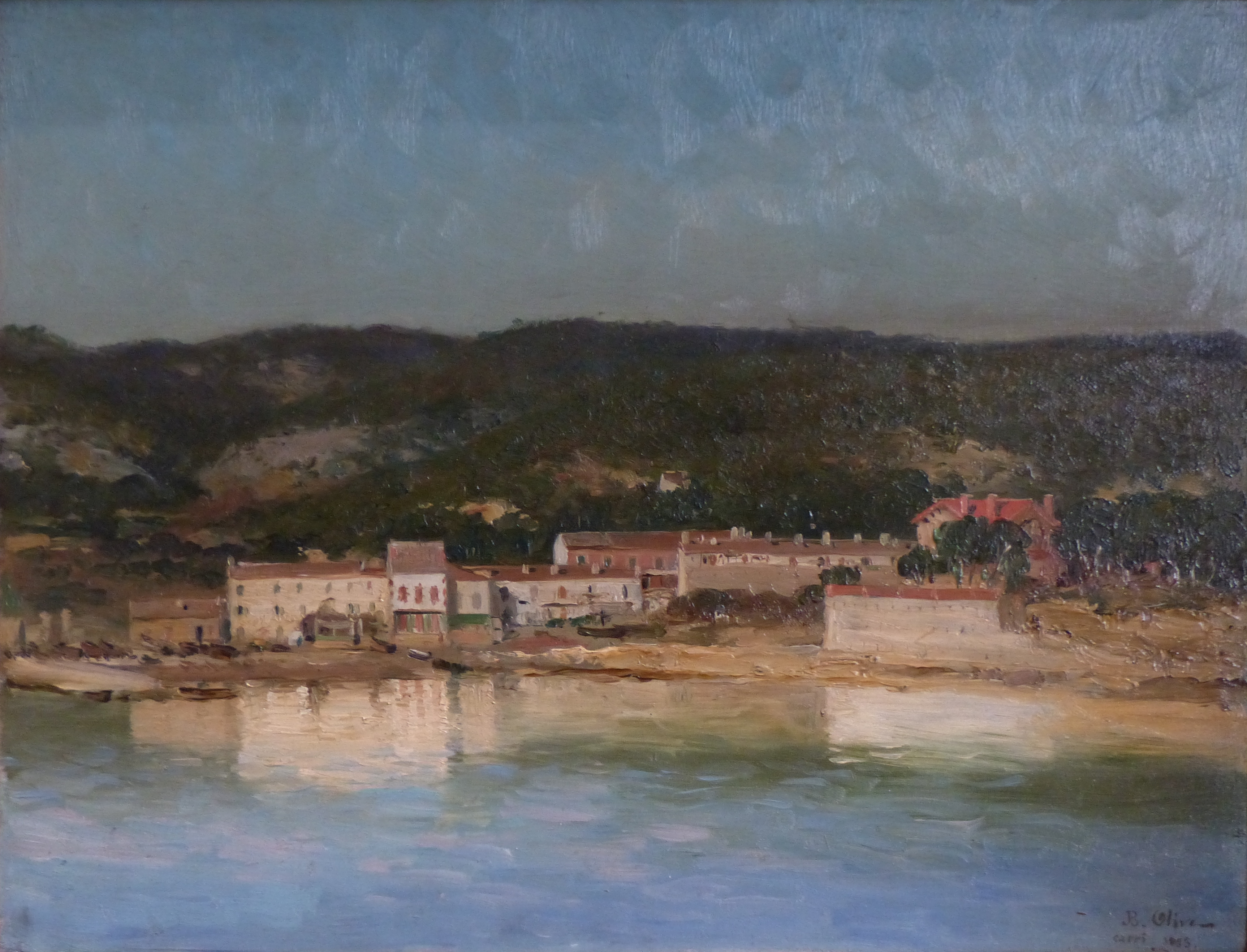
Carry, musée des beaux arts de Marseille